# Klötzlamühle
Klötzlamühle ist ein Gemeindeteil der Gemeinde Regnitzlosau im Landkreis Hof (Oberfranken, Bayern).
Der Weiler liegt an der Südlichen Regnitz, etwa 1,4 km südwestlich von Regnitzlosau. Die Kreisstraße HO 4 von Regnitzlosau nach Draisendorf bzw. Rehau durchquert den Ort. Weitere Verbindungsstraßen führen nach Vierschau und Osseck am Wald. 600 m westlich verläuft die Autobahn A 93 mit den Anschlussstellen 3 Regnitzlosau und 4 Hof-Süd. Im Südosten liegt ein Gewerbegebiet.
Der Ort Klötzlamühle hat seinen Namen von der im Ortskern gelegenen Mühle an einem Seitenarm der Südlichen Regnitz. 1386 wurde er als „Kloczenmül“ erwähnt und gehörte zur Pfarrei Regnitzlosau. Ende des 18. Jahrhunderts gab es eine Mühle mit sieben Einwohnern und zwei Häuser mit sechs Einwohnern.

## Baudenkmal
Die Mühle (Anwesen Klötzlamühle 1) steht wegen ihrer Mühlanlage unter Denkmalschutz. Sie ist mit einem oberschlächtigen Wasserrad ausgestattet.

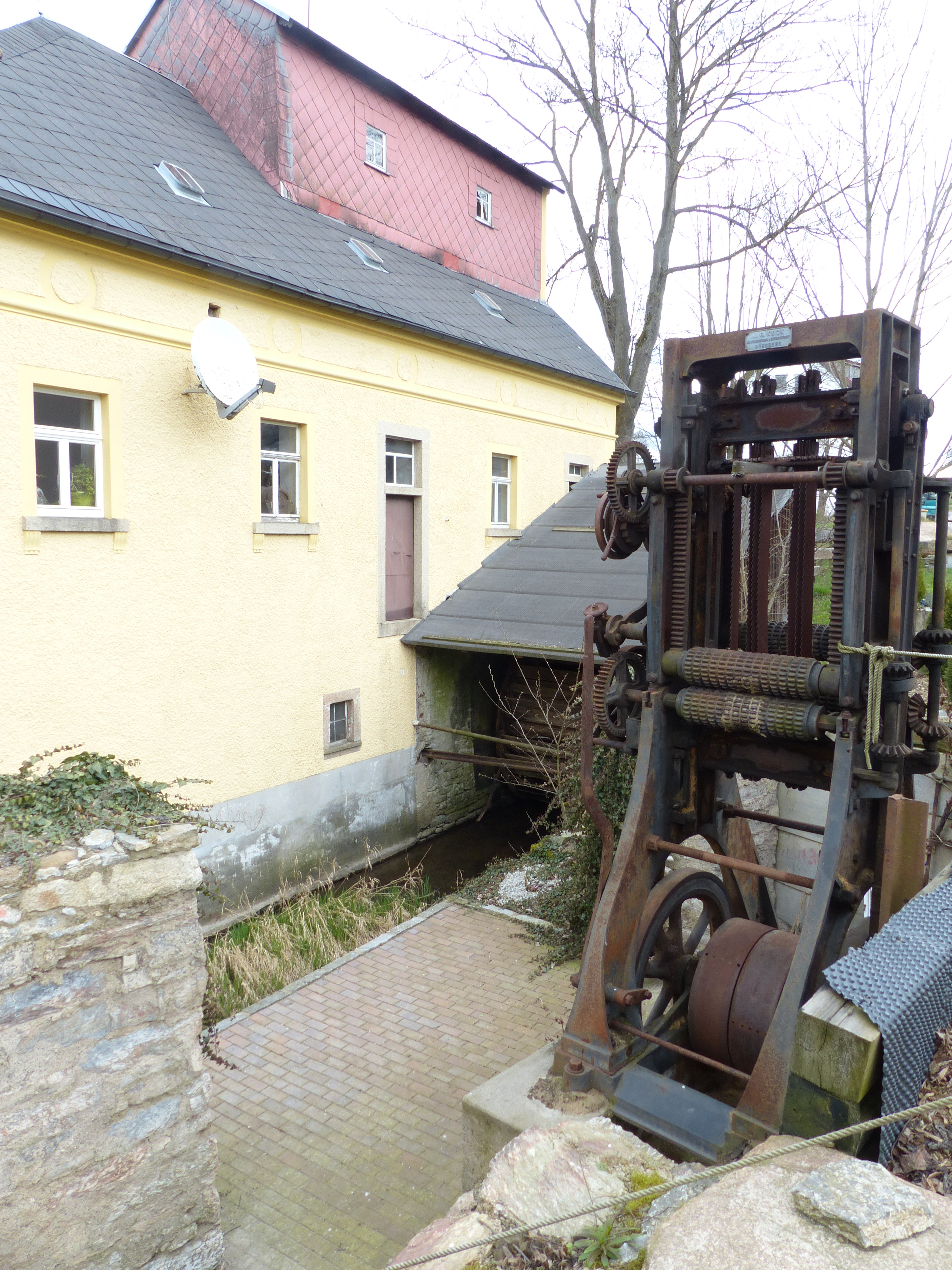
Die Mühlanlage
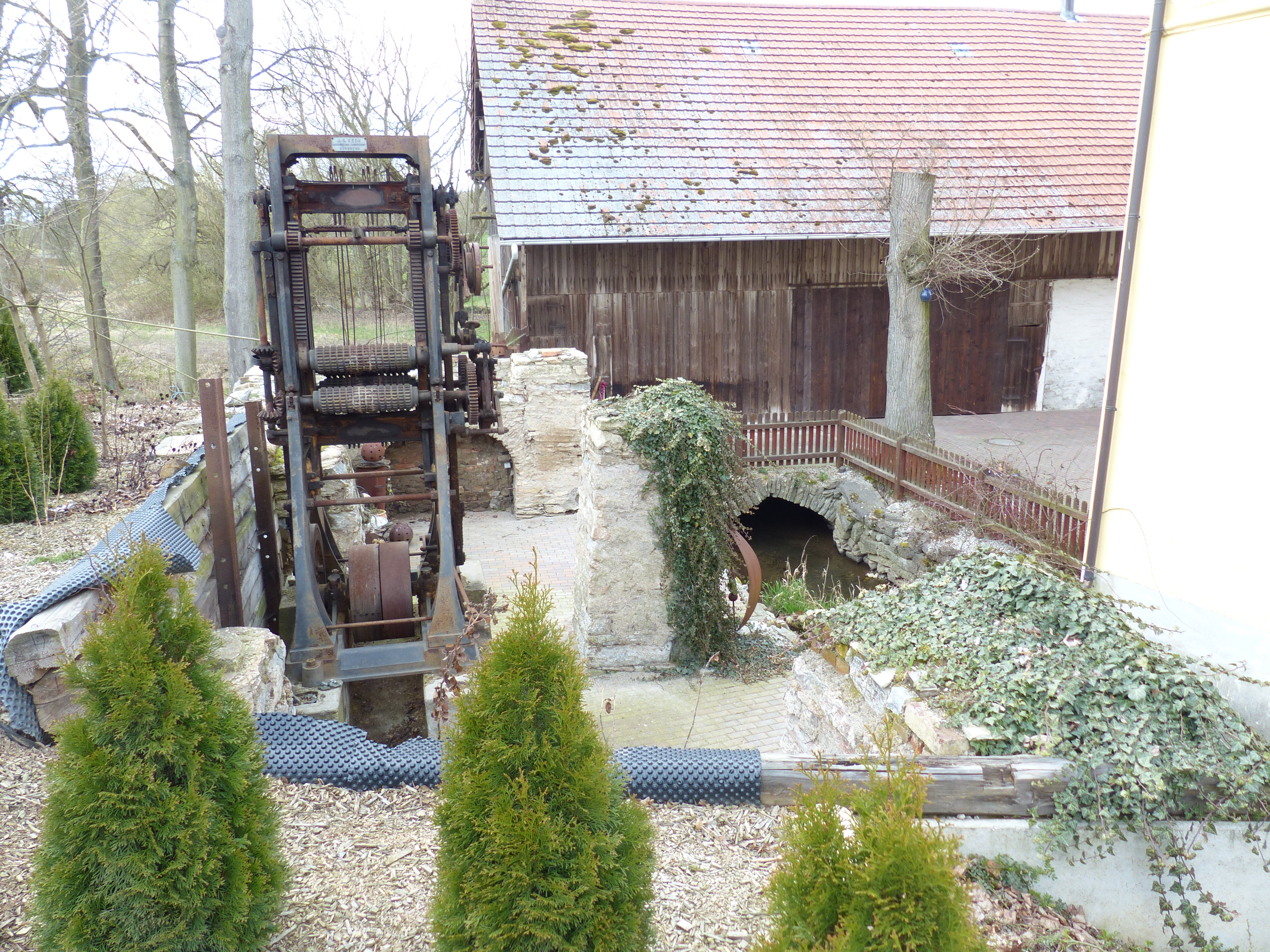
Das Wasserrad